# Галицькі Леви
«Галицькі Леви» (раніше «Леви» Львів) — хокейний клуб з Новояворівська, Україна. Заснований у 2011 році. Виступала у чемпіонаті Професіональної хокейної ліги. Клубом опікувався Львівський автобусний завод.
Домашні ігри проводили у Льодовому палаці м. Новояворівська (Львівська область). Кольори клубу: червоний, білий і чорний.

## Історія
Плани щодо створення професіональної хокейної команди у Львові з'явилися навесні 2011 року. Улітку 2011 року головним тренером клубу призначено білоруського тренера Дениса Вікторовича Булгакова, що до того працював у ХК «Брест».
Улітку 2011 клуб вів перемовини з низкою гравців з України (серед яких Дмитро Гнітько, Олександр Панченко, Олександр Янченко, усі троє — представники ХК «Харків») та закордону.
Відповідно до вимог ПХЛ при клубі створено дитячу хокейну школу («Галичина»), в яку планують здійснити набір дітей 2001-го року народження.
Тренування та домашні ігри клуб проводить у Новояворівську, що за 35 км від Львова.

## Статистика
| Тренери: - Денис Булгаков (з 2011—2012) - Владислав Єршов (з січня 2012) Капітани: - Дмитро Гнітько (з 2011) |